# Starres Dornengras
Das Starre Dornengras (Crypsis aculeata (L.) Aiton, Syn.: Sporobolus aculeatus (L.) E.M.Peterson) ist eine Pflanzenart aus der Gattung Dornengräser (Crypsis) innerhalb der Familie der Süßgräser (Poaceae).

## Beschreibung

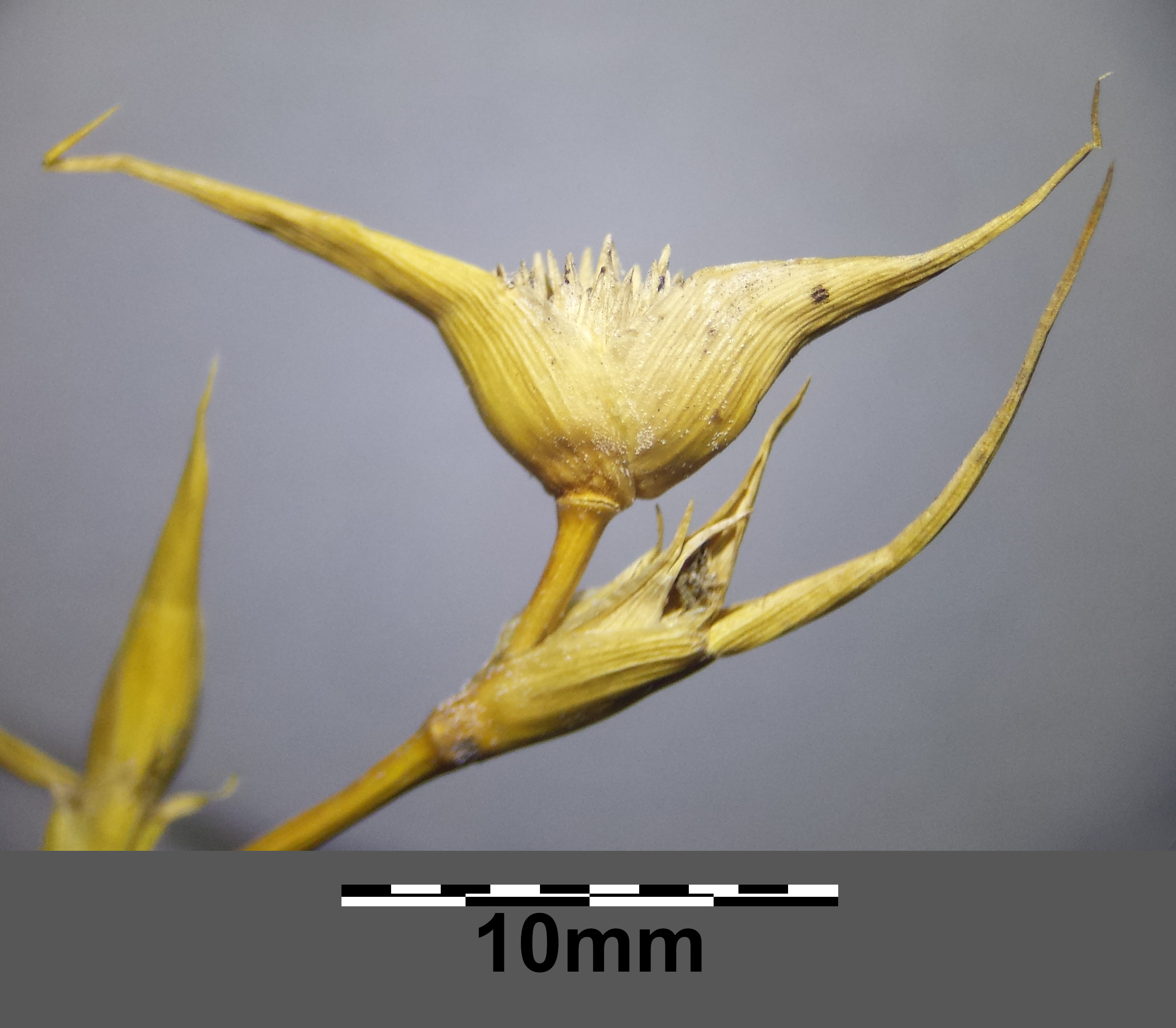
Blütenstand

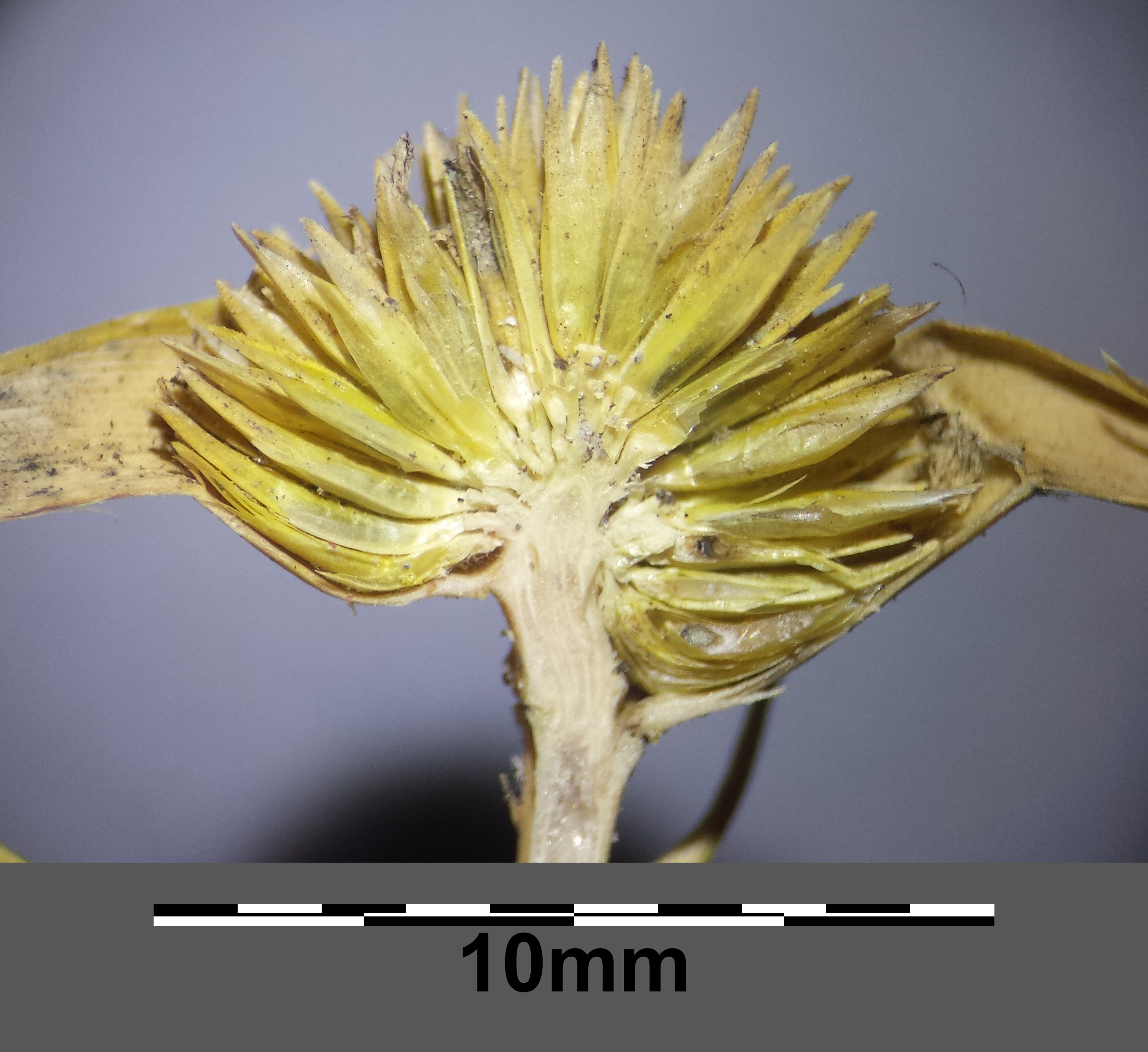
Blütenstand – Schnitt

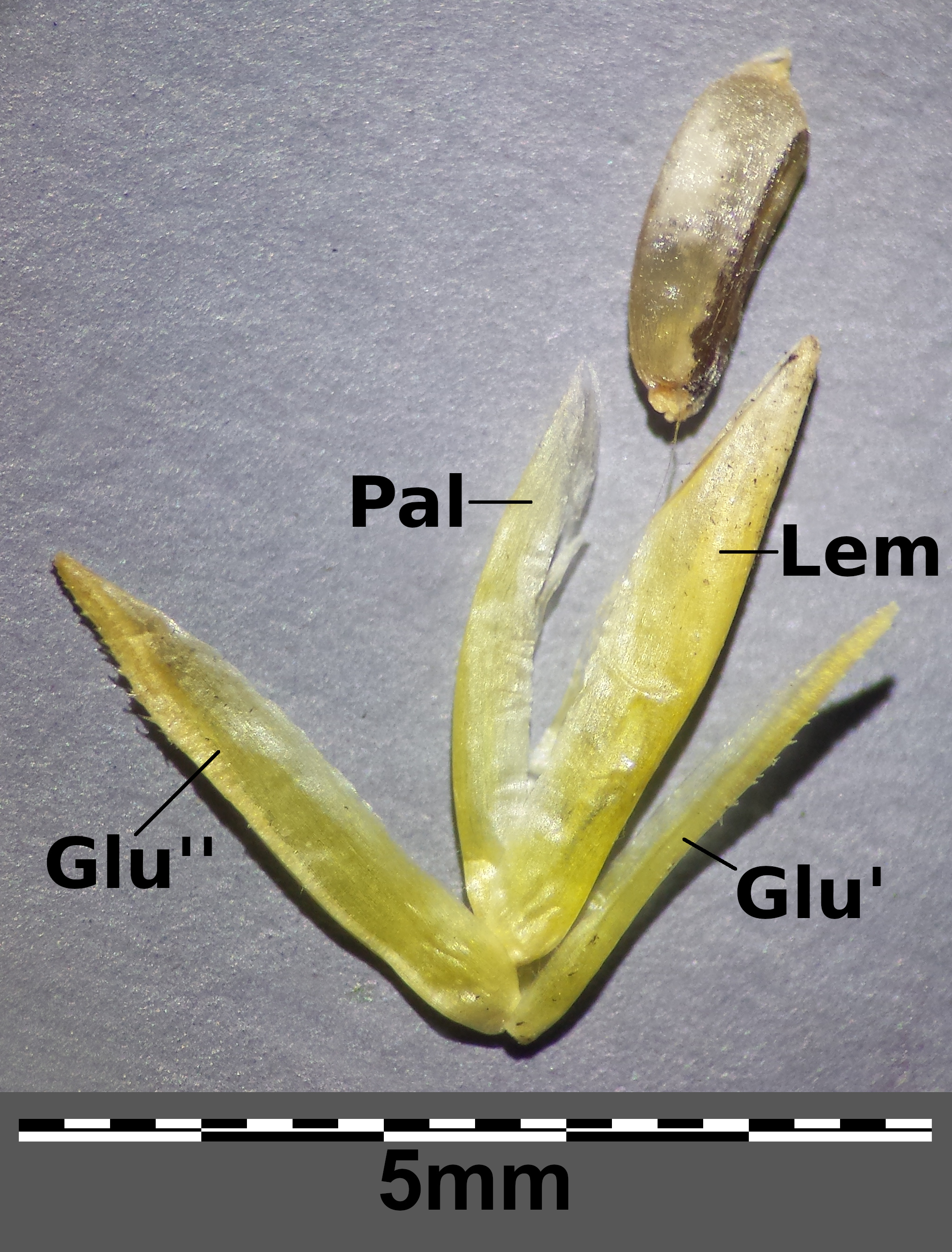
Blüte: Glu = Hüllspelzen, Lem = Deckspelze, Pal = Vorspelze

### Vegetative Merkmale
Das Starre Dornengras ist eine einjährige krautige Pflanze. Das Starre Dornengras wächst in dichten, manchmal ganz dem Boden aufliegenden Büscheln. Die Halme sind 2 bis 35 Zentimeter lang, sie sind dem Boden aufliegend oder gekniet aufsteigend, seltener aufrecht und sind durch drei bis zwölf Knoten gegliedert. Die Knoten sind glatt und kahl.
Die wechselständig am Halm angeordneten Laubblätter sind in Blattscheide und Blattspreite gegliedert. Die Blattscheiden sind deutlich kürzer als die Halmglieder und außen beiderseits am Übergang zur Blattspreite mit je einem Büschel 2 bis 3 Millimeter langer Haare besetzt. Das Blatthäutchen ist ein dichter Wimpernkranz. Die steifen, starren und abstehenden Blattspreiten sind nur 1 bis 8 Zentimeter lang und 1 bis 3 Millimeter breit.

### Generative Merkmale
Die Blütezeit reicht Juli bis Oktober. Die obersten drei bis vier Blattscheiden und der Seitenzweige sind stark aufgeblasen und umhüllen eine Blütenstand. Der Blütenstand ist bei einer Höhe von 7 Millimetern sowie einer Breite von 8 bis 12 Millimetern ein kugelförmiges Köpfchen, das durch die einhüllenden Blattscheiden und abstehenden Blattspreiten ein charakteristisches Aussehen erhält. Die Ährchen sind einblütig und 4 bis 5 Millimeter lang. Die Hüllspelzen sind einnervig. Die Deckspelze ist einnervig, 3,6 bis 4,2 Millimeter lang und am oberen Ende schmal gerundet. Die Vorspelze ist einnervig. Es sind nur zwei Staubblätter vorhanden, Die Staubbeutel sind 1 bis 1,2 Millimeter lang.
Die Chromosomenzahl beträgt 2n = 16 oder 18.

## Vorkommen
Das Starre Dornengras kommt von Mittel- und Südeuropa bis zur Sahara und dem nördlichen Korea vor. Es fehlt in der Schweiz und kommt in Österreich am Neusiedlersee und früher auch in Niederösterreich vor. In Deutschland wurde die Art unbeständig in Mecklenburg-Vorpommern beobachtet.
Das Starre Dornengras kommt in Mitteleuropa meist zusammen mit dem Fuchsschwanz-Dornengras (Crypsis alopecuroides (Piller & Mitterp.) Schrad., Syn.: Sporobolus alopecuroides (Piller & Mitterp.) P.M.Peterson) in Pioniergesellschaften auf offenen, nassen oder wechselnassen, nährstoffreichen, gern salzhaltigen, mehr oder weniger humosen, sandigen oder reinen Tonböden vor. Es ist ein Salzzeiger und eine Charakterart des Verbands Heleochloion aus der Klasse der Isoeto-Nanojuncetea.

## Taxonomie
Die Erstveröffentlichung erfolgte 1753 unter dem Namen Schoenus aculeatus durch Carl von Linné in Species Plantarum, Tomus I, S. 42. Das Artepitheton aculeatus ist das lateinische Wort für „stachlig“; Linné hatte es aus Mattiolis Kräuterbuch De Plantis Epitome vtilissima in der Bearbeitung von Camerarius (1586) S. 745 übernommen. Die Neukombination zu Crypsis aculeata wurde 1789 durch William Aiton in Hort. Kew. Band 1, S. 48 veröffentlicht. Zuletzt wurde diese Art 2014 von Paul M. Peterson als Sporobolus aculeatus (L.) E.M.Peterson in Taxon, Volume 63, S. 1234 in die Gattung Sporobolus gestellt. Synonyme für Crypsis aculeata (L.) Aiton sind: Agrostis aculeata (L.) Scop., Heleochloa diandra Host, Phleum aculeatum (L.) Lam., Antitragus aculeatus (L.) Gaertn.